# Plagiothecium mauiense
Plagiothecium mauiense är en bladmossart som beskrevs av Brotherus 1927. Plagiothecium mauiense ingår i släktet sidenmossor, och familjen Plagiotheciaceae. Inga underarter finns listade i Catalogue of Life.